# Aliyu Amba
Aliyu Amba är en ort i Etiopien.   Den ligger i regionen Amhara, i den centrala delen av landet, 130 km öster om huvudstaden Addis Abeba. Aliyu Amba ligger 1 775 meter över havet och antalet invånare är 2 873.
Terrängen runt Aliyu Amba är huvudsakligen kuperad, men åt nordväst är den bergig. Terrängen runt Aliyu Amba sluttar österut. Runt Aliyu Amba är det ganska tätbefolkat, med 62 invånare per kvadratkilometer. Det finns inga andra samhällen i närheten. Omgivningarna runt Aliyu Amba är en mosaik av jordbruksmark och naturlig växtlighet.